# 23179 Niedermeyer
23179 Niedermeyer là một tiểu hành tinh vành đai chính với chu kỳ quỹ đạo là 1219.8800600 ngày (3.34 năm).
Nó được phát hiện ngày 28 tháng 5 năm 2000.